# کمیسیون بین‌المللی آمریکایی حقوق بشر
کمیسیون بین‌المللی آمریکایی حقوق بشر (انگلیسی: Inter-American Commission on Human Rights) که با حروف اختصاری IACHR شناخته می‌شود به سه زبان رسمی دیگر از جمله اسپانیایی، فرانسوی و زبان پرتغالی فعالیت دارد، این یک ارگان مستقل در سازمان کشورهای آمریکایی و در ارتباط با دادگاه بین‌المللی آمریکایی حقوق بشر می‌باشد. IACHR همچنین نهادی است که نظام بین‌المللی آمریکایی را برای ارتقاء و حمایت از حقوق بشر تشکیل داده است.
کمیسیون بین‌المللی آمریکایی حقوق بشر نهاد دائمی است که مقرش در ایالات متحده آمریکا و در واشینگتن، دی.سی. است. برنامه‌های آن برای بررسی ادعاهای نقض حقوق بشر در جلسات منظم و ویژه چندین بار در سال در نیم‌کره غربی تشکیل می‌شود.
وظایف حقوق بشر این نهاد از سه سند ناشی می‌شود:
- چارت سازمان کشورهای آمریکایی
- اعلامیه آمریکایی حقوق و وظایف انسان
- کنوانسیون آمریکایی حقوق بشر

## تاریخچه سیستم بین‌المللی آمریکایی حقوق بشر
این سیستم برای حمایت از حقوق بشر و تصویب اعلامیه آمریکایی حقوق و وظایف انسان است که توسط سازمان کشورهای آمریکایی اداره می‌شود و در آوریل سال ۱۹۴۸ ایجاد شد.
کمیسیون بین‌المللی آمریکایی حقوق بشر اولین ابزار بین‌المللی حقوق بشر است که به مدت شش ماه برای تاریخ طبیعی عمومی مقدم بر اعلامیه جهانی حقوق بشر کارایی دارد.
کمیسیون بین‌المللی آمریکایی حقوق بشر در ۱۹۵۹ تأسیس شد. اولین جلسه خود را در سال ۱۹۶۰ برگزار کرد و اولین بازدید خود را در محل برای بررسی وضعیت حقوق بشر در جمهوری دومینیکن در سال ۱۹۶۱ انجام داد.
در سال ۱۹۶۵ هنگامی که کمیسیون بین‌المللی آمریکایی حقوق بشر مجاز شد موارد نقض حقوق بشر را بررسی کند، اولین گام اساسی را در پیشرفت این سیستم برداشت. از آن تاریخ، IACHR هزاران طومار دریافت کرده و موفق به بررسی بیش از ۱۲۰۰۰ پرونده انفرادی شده است.
در سال ۱۹۶۹، اصول راهنمای کمیسیون بین‌المللی آمریکایی در مورد حقوق بشر از اعلامیه استقلال ایالات متحده آمریکا گرفته شد، اساسنامه کنوانسیون سپس تدوین شد. بنا بر تعریف کنوانسیون حقوق بشر آمریکایی، کشورهای عضو ملزم به احترام و تضمین اجرای کنوانسیون‌ها هستند، همچنین کمیسیون دستور داد تا دادگاه بین‌المللی حقوق بشر تأسیس شود. در حال حاضر ۲۴ کشور از ۳۵ کشور عضو کمیسیون بین‌المللی آمریکایی حقوق بشر به آن ملتزم هستند.

## وظایف
وظیفه اصلی IACHR ترویج دفاع از حقوق بشر در آمریکا است.
زیرمجموعه این وظایف عبارتند از:
- دادخواستهای انفرادی مربوط به نقض ویژه حقوق انسانی را که تحت محافظت کنوانسیون آمریکایی حقوق بشر قرار دارد دریافت و بررسی می‌کند.[۴]
- تلاش می‌کند تا دادخواست‌ها را به شکلی مشترک حل و فصل کند تا مورد رضایت طرفین باشد.
- نظارت بر وضعیت کلی حقوق بشر در کشورهای عضو سازمان کشورهای آمریکایی و در صورت لزوم انتشار گزارش‌های حقوق بشر خاص این کشورها.
- ویزیت‌های در صحنه را برای بررسی وضعیت عمومی حقوق بشر اعضا بررسی می‌کند.
- تشویق عموم به رعایت حقوق بشر و موضوعات مرتبط با آن در سراسر نیم کره غربی.
- برگزاری کنفرانس‌ها، سمینارها و جلسات با دولت‌ها، سازمان‌های غیردولتی، مؤسسات دانشگاهی و غیره… تا آگاهی‌های اجتماعی را نسبت به فعالیت‌های کمیسیون بین‌المللی آمریکایی حقوق بشر بالا ببرد.
- برای کشورهای عضو توصیه می‌کند تا به حمایت بیشتر از حقوق بشر بپردازند.
- از کشورهای عضو به فوریت درخواست می‌کند تا اقدامات پیشگیرانه‌ای را برای جلوگیری از آسیب‌های جدی و جبران ناپذیری به حقوق بشر انجام دهند.
- پرونده‌ها را به دادگاه کمیسیون بین‌المللی حقوق بشر ارجاع می‌دهد.
- از دادگاه بین‌المللی حقوق بشر آمریکایی می‌خواهد تا نظرات مشورتی شان را حول موضوعات مرتبط به کنوانسیون یا سایر ابزارهای حقوق بشری ارائه دهد.

## گزارش‌ها و واحدهای تحقیق
IACHR چندین گزارشگر و یک گزارشگر ویژه واحد تحقیق و نظارت بر اعمال کشورهای سازمان کشورهای آمریکایی دارد تا اعمالشان را که بایستی منطبق بر معاهدات کمیسیون بین‌المللی آمریکایی حقوق بشر در زمینه‌های زیر باشد را مانیتور کند:
- گزارش کارگران مهاجر و خانواده‌های آنها[۶]
- گزارش حقوق زنان (اولین گزارش IACHR در ۱۹۹۴ داده شده است)[۷]
- گزارش حقوق کودک.[۸]
- گزارش حقوق مردمان بومی[۹]
- گزارش حقوق افراد محروم از آزادی.[۱۰]
- گزارش حقوق فرزندان و علیه تبعیض نژادی.[۱۱]
- گزارش مدافعان حقوق بشر.[۱۲]

گزارشگران ویژه آزادی بیان و حقوق اقتصادی، اجتماعی، فرهنگی و زیست‌محیطی دو گزارشگر ویژه IACHR هستند که تهیه یک گزارش کامل را به آن اختصاص داده‌اند. تهیه گزارش‌های دیگر در دست سایر گروه‌هایی است که وظایف دیگری در IACHR و در کشورهای خود دارند، زیرا کار آنها به عنوان کمیسر پرداختن به این گزارش‌ها نیست.
کمیسیون بین‌المللی آمریکایی حقوق بشر همچنین دارای مطبوعات و دفتر مطبوعاتی است.

## ترکیب کمیسیون
رده‌بندی مقامات کمیسیون کمیسیون بین‌المللی آمریکایی حقوق بشر شامل هفت نماینده از کشورهای عضو است. کمیسون‌ها توسط مجمع عمومی OAS برای یک دوره‌های چهار ساله و با امکان انتخاب مجدد انجام می‌گیرد، گزینش هر مقام کمیسیون برای حداکثر یک دوره هشت ساله می‌باشد. مسئولان کمیسیون به عنوان نماینده کشورهای مبدأ خود نیستند بلکه نماینده «همه کشورهای عضو سازمان» به حساب می‌آیند (ماده ۳۵کنوانسیون). کنوانسیون (ماده ۳۴) می‌گوید که آنها «باید شخصیت‌هایی با اخلاق بالا و صلاحیت شناخته شده در زمینه حقوق بشر باشند». هیچ دو تبعه هر کشور عضو نمی‌توانند به‌طور همزمان کمیسر باشند (ماده ۳۷)، و کمیسرها مکلف هستند تا از مشارکت در بحث پرونده‌های مربوط به کشورهایشان خودداری کنند.

### کمیسرهای فعلی

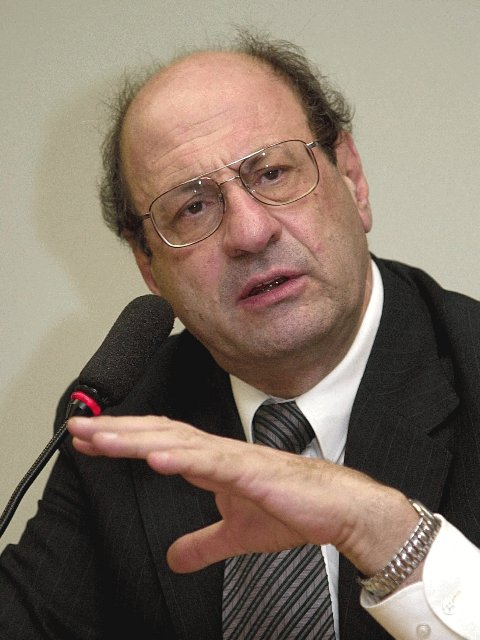
خوزه زالکوئت، رئیس کمیسیون ۲۰۰۴

| نام | کشور     | سمت       | منتخب | مدت خدمت  |
| --- | -------- | --------- | ----- | --------- |
| مارگارت می مک‌کالی | جامائیکا | رئیس      | ۲۰۱۵  | ۲۰۱۶–۲۰۱۹ |
| اسمرالدا آروسمنا دی ترو تینو                                                                                                  | پاناما   | معاون اول | ۲۰۱۵  | ۲۰۱۶–۲۰۱۹ |
| لوئیس ارنستو وارگاس سیلوا | کلمبیا   | معاون دوم | ۲۰۱۷  | ۲۰۱۷–۲۰۱۹ |
| فرانسیسکو خوزه اگیوگورن پرالی                                                                                                 | پرو      | کمیسر     | ۲۰۱۵  | ۲۰۱۶–۲۰۱۹ |
| جول هرناندز گارسیا | مکزیک    | کمیسر     | ۲۰۱۷  | ۲۰۱۷–۲۰۲۱ |
| آنتونیا اورخولا نوگوئرا | شیلی     | کمیسر     | ۲۰۱۷  | ۲۰۱۷–۲۰۲۱ |
| فلاویا پیوسان | برزیل    | کمیسر     | ۲۰۱۷  | ۲۰۱۷–۲۰۲۱ |
| Source: IACHR Starts 2018 with New Composition and Distributes Rapporteurships (۱۰ ژانویه ۲۰۱۸). See also: IACHR Composition. |          |           |       |           |